# Бокс на летних Олимпийских играх 1932
Соревнования по боксу на летних Олимпийских играх 1932 года прошли с 9 по 13 августа в Лос-Анджелесе. Были разыграны 8 комплектов наград — 8 весовых категорий. В одной весовой категории от одной страны мог выступать только один спортсмен. В соревнованиях приняли участие 85 бойцов из 18 стран мира.

## Результаты

### Медалисты
| Категория     | Золото                    | Серебро                    | Бронза                    |
| До 50,8 кг    | Иштван Энекеш Венгрия     | Франсиско Кабаньяс Мексика | Луис Салика США           |
| До 53,5 кг    | Хорас Гвинн Канада        | Ханс Цигларски Германия    | Хосе Вильянуэва Филиппины |
| До 57,2 кг    | Кармело Робледо Аргентина | Йозеф Шлайнкофер Германия  | Аллан Карлссон Швеция     |
| До 61,2 кг    | Лоуренс Стивенс ЮАС       | Туре Альквист Швеция       | Натан Бор США             |
| До 66,7 кг    | Эдвард Флинн США          | Эрих Кампе Германия        | Бруно Альберг Финляндия   |
| До 72,6 кг    | Кармен Барт США           | Амадо Асар Аргентина       | Эрнест Пирс ЮАС           |
| До 79,4 кг    | Дэвид Карстенс ЮАС        | Джино Росси Италия         | Петер Йоргенсен Дания     |
| Свыше 79,4 кг | Сантьяго Ловель Аргентина | Луиджи Ровати Италия       | Фредерик Фири США         |